# قرار مجلس الأمن التابع للأمم المتحدة رقم 1573
قرار مجلس الأمن التابع للأمم المتحدة 1573، المتخذ بالإجماع في 16 تشرين الثاني / نوفمبر 2004، بعد إعادة تأكيد قراراته السابقة بشأن تيمور الشرقية، ولا سيما القرارات 1410 (2002) و 1473 (2003) و 1480 (2003) و 1543 (2004)، ومدد المجلس ولاية بعثة الأمم المتحدة لدعم تيمور الشرقية لستة أشهر أخيرة حتى 20 مايو 2005.

## القرار

### أعمال
تم تمديد ولاية بعثة الأمم المتحدة لتقديم الدعم في تيمور الشرقية لفترة نهائية مدتها ستة أشهر بحجمها الحالي وتشكيلتها كما هو موضح في القرار 1543. وطُلب من بعثة الأمم المتحدة لتقديم الدعم في تيمور الشرقية التركيز على استراتيجيتها للخروج من أجل إعادة المسؤولية إلى السلطات التيمورية. وفي غضون ذلك، طُلب من مجتمع المانحين مواصلة تقديم المساعدة إلى تيمور الشرقية ووكالات الأمم المتحدة للمساعدة في الانتقال من بعثة لحفظ السلام إلى إطار للتنمية المستدامة.
كما أكد القرار مجدداً على ضرورة مكافحة الإفلات من العقاب وطُلب من الأمين العام كوفي أنان مراقبة الوضع عن كثب.